# Typhlocyba rubrostriata
Typhlocyba rubrostriata är en insektsart som beskrevs av William Lucas Distant 1918. Typhlocyba rubrostriata ingår i släktet Typhlocyba och familjen dvärgstritar. Inga underarter finns listade i Catalogue of Life.